# William Thomas Blanford
William Thomas Blanford (Londen, 7 oktober 1832 - aldaar, 23 juni 1905) was een Brits geoloog en natuuronderzoeker. Hij wordt het best herinnerd als de redacteur van een grote serie over "The Fauna of British India, Including Ceylon and Burma".
Voor zijn vele bijdragen aan de geologische wetenschap ontving Blanford in 1883 de Wollaston Medal van de Geological Society of London. Voor zijn werk op het gebied van de zoölogie en geologie van Brits-Indië ontving hij in 1901 een koninklijke medaille van de Royal Society. Hij werd in 1874 verkozen tot Fellow of the Royal Society en werd in 1888 gekozen tot voorzitter van de Geological Society. In 1904 werd hij benoemd tot Companion van de Order of the Indian Empire.

## Taxa als eerbetoon naar hem vernoemd
Taxa genoemd ter ere van William Thomas Blanford zijn onder meer:
- Blanfordia A. Adams, 1863
- Calandrella blanfordi (Shelley, 1902)
- Bunopus blanfordii Strauch, 1887
- Draco blanfordii Boulenger, 1885
- Acanthodactylus blanfordii Boulenger, 1918
- Ophiomorus blanfordii Boulenger, 1887
- Psammophilus blanfordanus (Stoliczka, 1871)
- Afrotyphlops blanfordii (Boulenger, 1889)
- Myriopholis blanfordi (Boulenger, 1890)
- Sphaerias blanfordi (Thomas, 1891)

De Engelse naam van Vulpes cana (Blanford, 1877) is Blanford's fox.
- Bibsys: 1045855
- Biblioteca Nacional de España: XX5054947
- CiNii: DA04587182
- Gemeinsame Normdatei: 117606103
- International Standard Name Identifier: 0000 0001 1597 5319
- Library of Congress Control Number: n81028399
- Nationale bibliotheek van Australië: 36567565
- Nationale Bibliotheek van Israël: 987007273619905171
- Nederlandse Thesaurus van Auteursnamen: 152345566
- Réseau des bibliothèques de Suisse occidentale: 02-A003012606
- Istituto Centrale per il Catalogo Unico: SBLV273610
- SNAC: w6p27jm2
- Système universitaire de documentation: 132778459
- Trove: 1296963
- Virtual International Authority File: 13088933
- WorldCat: E39PBJwHcjYKHqH9qB3Jymkbh3